# Herveu da Bretanha
Herveu da Bretanha (870 - 955) foi conde do Maine pelo casamento, tendo sido também Marquês da Provença.

## Relações familiares
Foi filho de Salomão da Bretanha, rei da Bretanha (835 - 874) e de Wembrit. Casou em 914 com Godilde do Maine (892 - 940) (Casada em segundas núpcias com Fredelon de Chameliac) filha de Godofredo III de Maine, (? - 907) Conde do Maine e de Godilde de França, filha esta do rei Carlos II de França "o Calvo", de quem teve:
1. Gerberga do Maine (915 -?) casada com Fulque II de Anjou (900 - 11 de Novembro de 958).